# Alessandro Battilocchio
Alessandro Battilocchio (né le 3 mai 1977 à Rome) est un homme politique italien, ancien député européen de juin 2004 à juin 2009, le plus jeune député alors du Parlement européen et le plus jeune maire italien (mairie de Tolfa, Latium). 

## Biographie
Alessandro Battilocchio est membre du Nouveau Parti socialiste italien pour la circonscription Centre, d'abord non-inscrit à un groupe parlementaire du PE, puis membre du groupe du Parti socialiste européen.
Il est élu député du NPSI lors des élections générales italiennes de 2018 avec l'appui de Forza Italia et de la Ligue du Nord.